# Nissan Leaf
Nissan Leaf (Japanese: 日産・リーフ Nissan Rīfu?), cu acronimul LEAF (Leading, Environmentally Friendly, Affordable, Family Car) este un automobil electric cu baterie anunțat de Nissan în 2009. Este comercializat în Statele Unite, Europa și Japonia din toamna anului 2010. Este echipat cu acumulator litiu-ion montat în podea.
A câștigat titlul de "Mașina anului" pentru anul 2011.

## A doua generație (ZE1; 2017)
A doua generație de Nissan Leaf a fost lansată în 2017. Comercializarea în România a început cu această generație în primăvara lui 2018.

## Legături externe
- Site web oficial
- Nissan Leaf electric range variability for different ambient temperatures Arhivat în 19 decembrie 2013, la Wayback Machine.
- Nissan is observing electrons to improve Leaf Battery performance by 150%